# Sainte-Croix (Aveyron)
Sainte-Croix è un comune francese di 746 abitanti situato nel dipartimento dell'Aveyron nella regione dell'Occitania.

## Società

### Evoluzione demografica
Abitanti censiti